# Mimopacha knoblauchii
Mimopacha knoblauchii is een vlinder uit de familie van de spinners (Lasiocampidae). De wetenschappelijke naam van deze soort werd in 1881 als Gastropacha knoblauchii gepubliceerd door Hermann Dewitz. De soort werd vernoemd naar Geheimrath Hermann Knoblauch, ten tijde van het verschijnen van de naam voorzitter van de Academia Caesareae Leopoldino-Carolinae Naturae Curiosorum. De exemplaren waarop de naam gebaseerd werd waren afkomstig van Chinchoxo, noordelijk van de monding van de Kongo.
De soort komt voor in tropisch Afrika.